# Varberg-Falkenberg Sim
Varberg-Falkenberg Sim, även kallad VF Sim (Föreningen Varberg-Falkenberg Sim), var en svensk simklubb som bildades genom sammanslagning av Varbergs och Falkenbergs simklubbar.
Varbergs båda simklubbar slogs ihop 1976, då Varbergs GIFs simsektion (Sim-GIF) och Varbergs Sim- och Livräddningssällskap (VSLS) blev till Varbergs Sim. 2003 var det dags för ännu en utvidgning, när simklubbarna i grannstäderna Varberg och Falkenberg förenades under namnet Varberg-Falkenberg Sim. Den nya klubben redovisade vid starten 475 medlemmar, därav 250 barn och ungdomar. Klubbarna gick skiljda vägar år 2012 och delades återigen till Varbergs sim och Falkenbergs simklubb.
Sim-GIF stod under åren 1945-1970 som värd för 7 SM- och NM-tävlingar med Varbergs Simstadion som tävlingsarena. Föreningens mest framstående representant var Kate Jobson, guldmedaljör på 100 meter frisim vid EM i Budapest 1958 och med 5 SM- och 2 NM-vinster under åren 1956-1959. Hon utsågs 1958 till Årets idrottskvinna.